# 일본혁명적공산주의자동맹 (제4인터내셔널 일본지부)
일본혁명적공산주의자동맹 (제4인터내셔널 일본지부)(일본어: 日本革命的共産主義者同盟（第四インターナショナル日本支部） 니혼카쿠메이테키쿄우산슈기샤도메이다이욘인타나쇼나루니혼시부[*])는 혁공동계 신좌파 정파다. 1965년 결성되어 2002년 일본혁명적공산주의자동맹 (JRCL)로 개칭했다. 약칭 제4인터(일본어: 第四インター 다이욘인타[*]). 적대 정파들에게는 4트로(일본어: 四トロ 욘토로[*])라는 멸칭으로 불렸다.

산리즈카 투쟁 당시 제4인터파의 하이바.

주요 지도자는 니시 쿄우지, 오카야 스스무, 오오타 류, 사카이 요시치, 오다 스스무 등. 기관지는 『세계혁명』(구 『제4인터내셔널』). 학생회는 국제공산주의학생동맹(国際共産主義学生同盟). 하이바는 빨간색 바탕에 좌우가 반전된 검은 낫과 망치를 그렸다.
1957년 12월 일본트로츠키스트연맹(트로련)이 혁명적공산주의자동맹(혁공동)으로 개칭했다. 이듬해인 1958년 8월, 일본사회당 입당전술을 제기했다가 기각된 오오타 류 일파가 이탈해 트로츠키스트동지회를 결성했다. 이것이 혁공동 제1차 분열이다. 1959년 1월 혁공동 의장 구로다 간이치가 경시청 공안부에 일본민주청년동맹의 정보를 팔려 했던 것이 발각되어 8월의 혁공동 제1회 대회에서 구로다 제명이 결정되었다. 하지만 혼다 노부요시 등 구로다를 옹호한 반스탈린주의파가 이탈해 구로다와 함께 혁명적공산주의자동맹 전국위원회를 결성한다. 이것이 혁공동 제2차 분열이다. 혁공동 잔류파가 1965년 트로츠키스트동지회의 후신인 국제주의공산당(ICP, 오오타파)와 재결합하면서 "일본혁명적공산주의자동맹 제4인터내셔널 일본지부"가 형성되었다.
1970년대에는 "극동해방혁명 - 급진주의통일전선"을 내걸고 특히 산리즈카 투쟁에 주력했다. 1978년 나리타 공항 관제탑 점거사건을 주도하고 신도쿄 국제공항의 "3월 30일 개항 저지" 슬로건을 실현시켰다.
1991년, 제4인터내셔널 통일서기국파 제13회 세계대회에서 80년대 초반 불거진 "성차별 문제"를 이유로 일본혁공동 제4인터파의 "일본지부" 자격을 박탈했다. 이 시점에서 조직으로서 제4인터파는 해체되었다.
현재 제4인터파의 후신인 JRCL과 국제주의노동자전국협의회(노동자의 힘)이 "지부"가 아닌 "퍼머넌트 옵서버 그룹"으로서 제4인터 통일서기국에 참여하고 있다.